# José de Paiva Magalhães Calvet

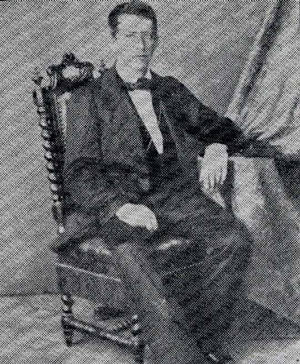
José Calvet.

José de Paiva Magalhães Calvet, o Pernilongo, (Porto Alegre, 18 de março de 1808 — Rio de Janeiro, 13 de julho de 1853) foi um militar, político, revolucionário e jornalista brasileiro.
Filho de João Antônio Calvet e de Rita Maria de Magalhães, neto do francês Antoine Marie Calvet e de Ana Maria de Jesus. Foi irmão de outros revolucionários farroupilhas: João Maria de Magalhães Calvet, Manuel Antônio de Magalhães Calvet e Antônio Maria Calvet Neto.
Fez seus primeiros estudos em Porto Alegre, indo depois, através de seu avô materno, para a Escola da Marinha, no Rio de Janeiro. Em 2 de dezembro de 1827 foi promovido à guarda marinha, abandonando pouco depois a carreira militar.
Retornou então ao Rio Grande do Sul, onde abriu um escritório de advocacia e trabalhou como educador. Bastante ativo na política foi eleito vereador e presidente da câmara municipal de Porto Alegre. Foi redator, ao lado de Manuel Ruedas e Tito Lívio Zambeccari, do jornal O Recopilador Liberal, que surgiu em Porto Alegre em 1832.
Em 1833, foi nomeado procurador fiscal da Fazenda e depois juiz de órfãos. Foi deputado provincial eleito à 1.ª Legislatura da Assembleia Provincial. Iniciada a Revolução Farroupilha, juntou-se a luta. Foi feito prisioneiro juntamente com Tito Lívio Zambeccari, Bento Gonçalves e outros na Batalha do Fanfa. Foi libertado por habeas corpus, porém com a obrigação de permanecer na corte, onde residia seu avô, Manuel Antônio de Magalhães, que o criara.
Terminada a guerra, retornou ao jornalismo no Rio de Janeiro, colaborando com os jornais Despertador, Regeneração. Foi nomeado Presidente da província do Rio de Janeiro por Dom Pedro II
Foi oficial da secretaria do ministro do Império Antônio Carlos Ribeiro de Andrada Machado e Silva, seguindo na pasta, com os sucessores, atingiu o posto máximo no ministério. Foi um grande advogado e provedor da família Calvet no Rio de Janeiro.